# Giovanni Battista Piparo

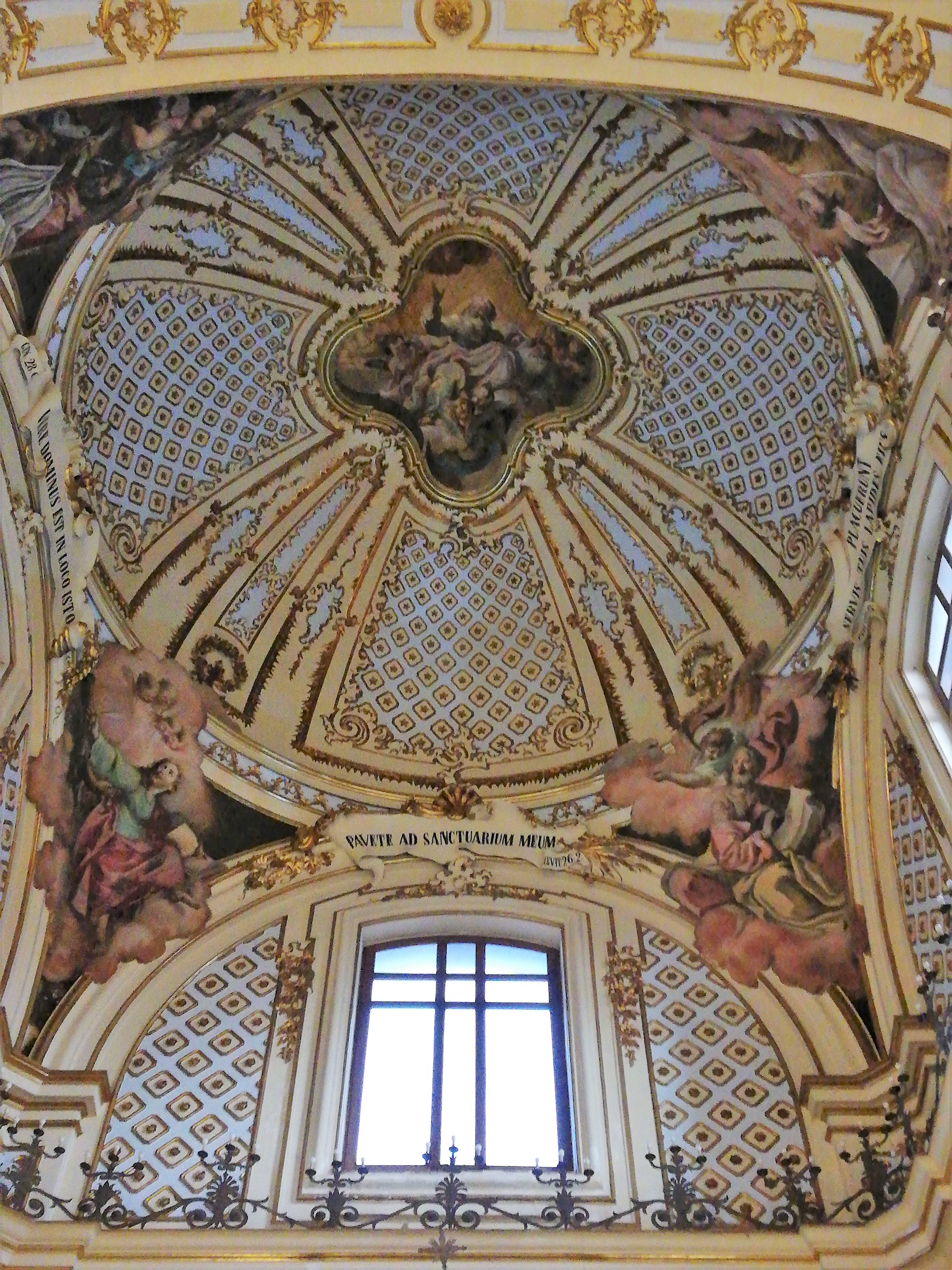
Evangelisti, pennacchi cupola, chiesa di San Placido, Catania.

Giovanni Battista Piparo, altrimenti noto come Giovan Battista Piparo o Giovanbattista Piparo (Palermo, ... – Catania, 1790 circa), è stato un pittore italiano.

## Biografia
Giovan Battista Piparo e Moncada, chierico palermitano, giunge a Catania per la prima volta nel 1742 per affrescare il refettorio del monastero di San Nicolò l'Arena.
Solo in tempi attuali, sulla base dei documenti di commissioni, si tenta di ricostruire la biografia e le attività svolte con la realizzazione di affreschi e di pitture ad olio.

## Opere

### Catania e provincia

#### Catania
- XVIII secolo, Evangelisti, affreschi dei pennacchi della cupola nella chiesa di chiesa di San Placido del monastero dell'Ordine benedettino (Agostino Gallo).[1]

Chiesa di San Nicolò l'Arena e monastero dell'Ordine benedettino:
- 1742, Gloria di San Benedetto, quadrone, affresco presente nella volta del refettorio - oggi aula magna.
- 1765, Pitture, interventi presso alcuni altari e nel presbiterio.
- 1767, Assunzione di Maria Vergine, quadrone, affresco presente nella volta della sacrestia.
- 1777, Pitture, interventi sulle opere di arredo.
- 1777 - 1781, Allegorie delle scienze, delle arti e delle virtù cardinali, quadroni, affreschi presenti nella "libraria" (Agostino Gallo), attuale Sala Vaccarini.

Università di Catania:
- 1754, Cappella di San Tommaso d'Aquino, affreschi, prima attività documentata nel capoluogo etneo.
- 1755 - 1757, Quadroni, affreschi documentati, nell'ala sud, nell'ala di ponente e nell'aula magna ubicata nell'ala di levante.
- 1757, ritratti dei committenti dei lavori.
- 1770c., Ciclo, affreschi del soffitto del Cammarone, opere documentate nella Casa Senatoria o Palazzo degli Elefanti.[2]
- XVIII secolo, Palazzo Paternò Castello, dei principi di Biscari.
- XVIII secolo, Palazzo Reburdone, Enrico Guttadauro, barone di Reburdone.
- 1775, Risorto Redentore coi discepoli nel castello di Emmaus, quadrone, affresco del refettorio del monastero di San Benedetto.